# Anthony Jan Lucas Stratenus

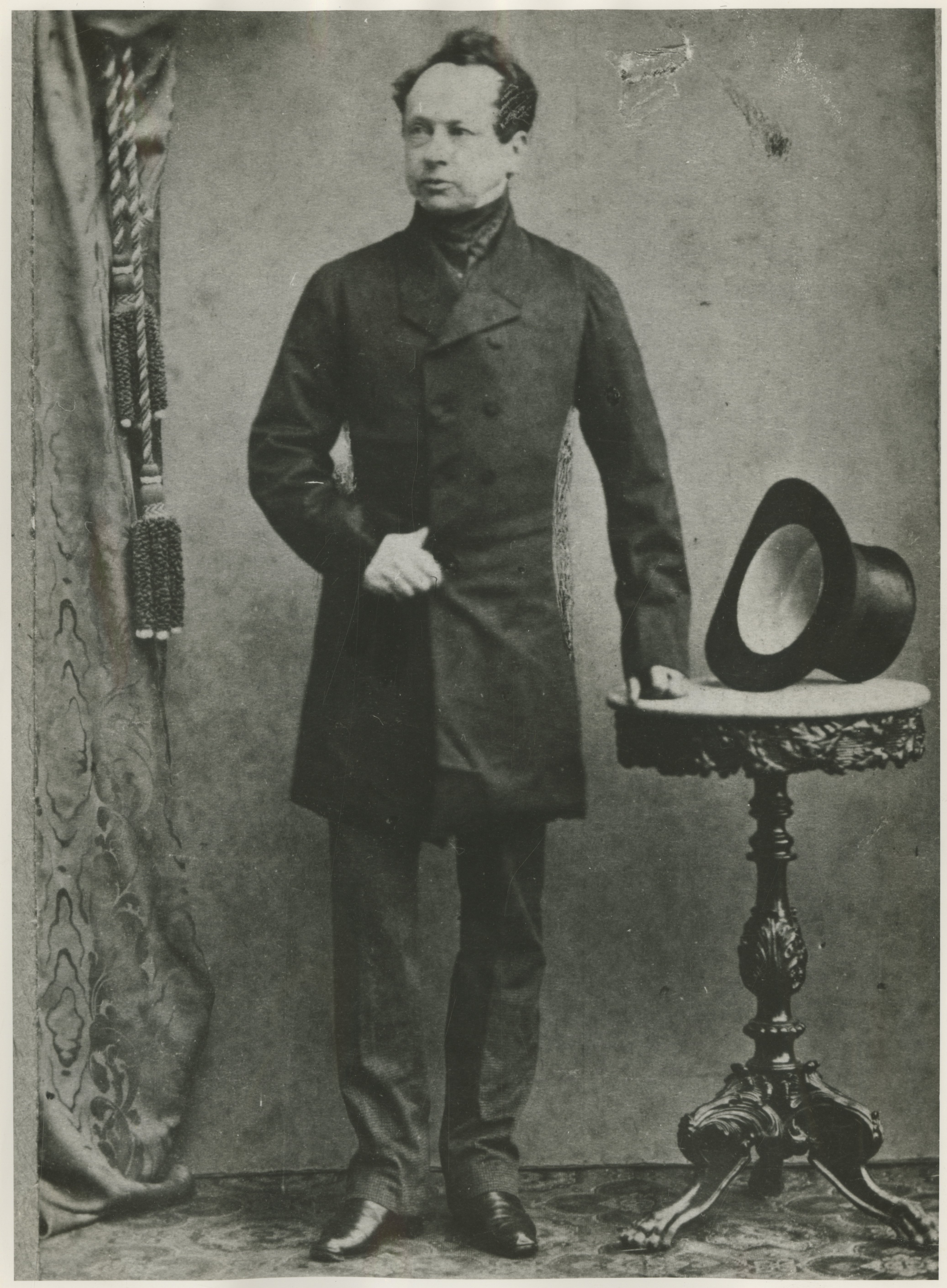
Anthony Jan Lucas Stratenus

Anthony Johan Lucas baron Stratenus ('s-Gravenhage, 22 juli 1807 – 's-Gravenhage, 18 april 1872) was Nederlands staatsman.
Stratenus, lid van de familie Stratenus, was een diplomaat, die ruim een maand optrad als tijdelijke minister van Buitenlandse Zaken in het tweede kabinet-Thorbecke. Hij was de zoon van oud minister Adam Anthony Stratenus.